# Bedous
Bedous település Franciaországban, Pyrénées-Atlantiques megyében. Lakosainak száma 574 fő (2022. január 1.). Bedous Accous, Aydius, Lées-Athas, Osse-en-Aspe és Sarrance községekkel határos.

## Népesség
A település népességének változása:
| Lakosok száma | 550  | 572  | 585  | 606  | 597  | 600  | 600  | 592  | 583  | 574  |
|               | 2010 | 2013 | 2015 | 2016 | 2017 | 2018 | 2019 | 2020 | 2021 | 2022 |